# Voïvodie de Couïavie-Poméranie
Pour les articles homonymes, voir Poméranie (homonymie).
La voïvodie de Couïavie-Poméranie ou voïvodie de Cujavie-Poméranie (en polonais : Województwo kujawsko-pomorskie) est une des 16 régions administratives (voïvodies) de la Pologne. Bydgoszcz est le chef-lieu de la voïvodie et Toruń est le siège de la diètine régionale.
La voïvodie fut créée le 1er janvier 1999 des anciennes voïvodies de Bydgoszcz, Toruń et Włocławek, à la suite d'une loi de 1998 réorganisant le découpage administratif du pays. Elle se divise en 23 powiats, dont quatre villes possédant des droits de district, et 144 communes. Le nom de la voïvodie fait référence aux régions historiques de Poméranie et de Couïavie.
La voïvodie a une superficie de 17 969 km2 et compte 2 068 000 habitants (2003).
La voïvodie se trouve dans la partie centre-nord de la Pologne, une région de forêts, de lacs (région des lacs de Brodnica), de rivières et de champs, traversée par la Vistule. Sur les rives de ce fleuve se trouvent les plus grandes villes de la voïvodie.

## Les plus grandes villes
(Population en 2008)
- Bydgoszcz (364 700) ;
- Toruń (208 300) ;
- Włocławek (120 600) ;
- Grudziądz (99 700) ;
- Inowrocław (76 500) ;
- Brodnica (28 200) ;
- Świecie (27 400) ;
- Chełmno (21 800) ;
- Nakło nad Notecią (20 100).

## Géographie
La voïvodie est traversée par le principal fleuve du pays, la Vistule.
Elle comprend également le lac Rudnickie Wielkie situé près de la ville de Grudziądz.

## Politique
La diétine (sejmik) de Couïavie-Poméranie a la composition suivante après les élections du 20 novembre 2018 :
|  |                                    | Sièges |
|  | ---------------------------------- | ------ |
|  | Coalition civique                  | 14     |
|  | Droit et justice                   | 11     |
|  | Parti paysan polonais              | 4      |
|  | Alliance de la gauche démocratique | 1      |

Composition de la diétine (sejmik) de Couïavie-Poméranie à la suite des élections de 2024 :
|  |                   | Sièges |
|  | ----------------- | ------ |
|  | Coalition civique | 14     |
|  | Droit et justice  | 11     |
|  | Troisième voie    | 5      |

## Économie
Officiellement, la voïvodie comptait 21,8 % de chômeurs en 2003. En 2017, le chômage était de 9,9%, tandis qu'en 2018 il était tombé à 8,8%.
Principaux secteurs d'activité :
- agriculture
- industrie
- services

Bydgoszcz, Toruń, Włocławek, Grudziądz et Inowrocław sont les principaux centres industriels de la région et relèvent des industries chimique, électromécanique, agroalimentaire, textile, cellulosique, minérale et polygraphique.
Les entreprises établies dans la voïvodie de Cujavie-Poméranie, qui opèrent sur la bourse polonaise (GPW)
| Nom de l'entreprise   | Ville d'origine | Type d'industrie                                    |
| --------------------- | --------------- | --------------------------------------------------- |
| Apator S.A.           | Toruń           | industrie électromécanique                          |
| Drozapol S.A.         | Bydgoszcz       | distributeur de produits en acier                   |
| Immobile S.A.         | Bydgoszcz       | développement immobilier, propriétaires immobiliers |
| Krezus S. A.          | Toruń           | Métaux non-ferreux                                  |
| Neuca S.A.            | Toruń           | médical et pharmaceutique                           |
| Oponeo.pl S.A.        | Bydgoszcz       | vente de pneus en ligne                             |
| Projprzem Makrum S.A. | Bydgoszcz       | constructions métalliques et industrielles          |
| Hydrotor S.A.         | Tuchola         | systèmes hydrauliques                               |
| Vivid Games S.A.      | Bydgoszcz       | développement de jeux mobiles                       |
| Kruszwica S.A.        | Kruszwica       | agro-industrie et industrie alimentaire             |

## Noms de famille les plus fréquents
- 1. Lewandowski : 23 133
- 2. Wiśniewski : 18 410
- 3. Kowalski : 12 076